# Debindro Singh
Debindro Singh noto anche come Devendra Singh, Devendrajit Singh o Debendra Singh (Imphal, ... – Sylhet, 1871) è stato un principe indiano.
È stato Raja di Manipur nel 1850 per un periodo di tre mesi.

## Biografia
Figlio del raja Gambhir Singh, salì al trono per un breve periodo nel 1850 dopo la morte di suo fratello Nara Singh, reggente per conto del loro padre. Ottenne il riconoscimento al titolo di raja dalle autorità dell'India britannica, ma fu impopolare presso la popolazione. Pose fine all'usanza di pagare tangenti ai capi per ottenere terre nel Manipur. Dopo soli tre mesi, Chandrakirti Singh invase lo stato di Manipur e Devendra Singh fuggì a Cachar.
Nel 1850 fu portato a Dhaka, nell'attuale Bangladesh, sotto scorta degli inglesi, e vi si stabilì con i suoi sostenitori senza più riuscire a tornare sul trono.
Devendra Singh morì a Sylhet nel 1871.
Sua figlia, la principessa Kaboklei, sposò il maharaja Birchandra di Tripura.